# Mistrovství světa
Mistrovství světa je termín označující ve většině případů nejprestižnější klání, které má určit, který hráč (tým) daného odvětví je ten nejlepší na celém světě. Na většinu mistrovství je potřeba se kvalifikovat, jednak proto, aby byla zaručena určitá úroveň, jednak proto, že většinou není možné uspořádat turnaj pro neomezený počet účastníků. V méně zastoupených odvětvích se však i mistrovství světa pořádají jako otevřené turnaje.
Některá mistrovství světa se označují jako neoficiální. Jsou to většinou taková mistrovství, která nejsou zaštítěna nějakou mezinárodní organizací zastřešující reprezentanty dané disciplíny a jsou jako mistrovství světa označovány pouze pořadateli daného turnaje.
Některá sportovní odvětví, včetně olympijských sportů, oficiální mistrovství nepořádají. Příkladem takového sportu je tenis. Jako neoficiální mistrovství světa bývá někdy označován turnaj mistrů a mistryň v kategoriích jednotlivců a dvojic, v týmových soutěžích se pak jedná o mužský Davis Cup, ženský Fed Cup a ve smíšených družstvech Hopman Cup. Mezinárodní tenisová federace na konci sezóny slavnostně vyhlašuje mistry světa na základě výkonů hráčů v průběhu celého kalendářního roku, viz mistři světa ITF.
Nejčastěji bývá mistrovství pořádáno ve sportovních odvětvích. V pravidelných intervalech (obvykle po roce, dvou nebo čtyřech) se scházejí sportovci všech zemí, aby poměřili své síly a byl určen ten nejlepší:

## Dospělí

### Letní sporty
- Mistrovství světa v boxu
- Mistrovství světa v atletice
  - Mistrovství světa v půlmaratonu
- Mistrovství světa v badmintonu
- Mistrovství světa v basketbalu mužů
- Mistrovství světa cestovních vozů
- Mistrovství světa dračích lodí
- Mistrovství světa v dráhové cyklistice
- Mistrovství světa v cyklokrosu
- Mistrovství světa ve florbale
- Mistrovství světa ve fotbale
- Mistrovství světa v malém fotbale
- Mistrovství světa v házené mužů
- Mistrovství světa horských kol
- Mistrovství světa v inline hokeji
- Mistrovství světa v judu
- Mistrovství světa v karate
- Mistrovství světa v koloběhu
- Mistrovství světa v kriketu
- Mistrovství světa v lakrosu
- Mistrovství světa v lukostřelbě
- Mistrovství světa v moderní gymnastice
- Mistrovství světa v moderním pětiboji
- Mistrovství světa v muškaření
- Mistrovství světa v MTBO
- Mistrovství světa v orientačním běhu
- Mistrovství světa v plavání
- Mistrovství světa v plavané
- Mistrovství světa v plážové házené
- Mistrovství světa v plážovém volejbalu
- Mistrovství světa v pozemním hokeji mužů
- Mistrovství světa v pólu
- Mistrovství světa v raftingu
- Mistrovství světa v ragby
- Mistrovství světa v rallye
- Mistrovství světa v rychlostní kanoistice
- Mistrovství světa v sálové cyklistice
- Mistrovství světa v silniční cyklistice
- Mistrovství světa silničních motocyklů
- Mistrovství světa ve snookeru
- Mistrovství světa v softballu mužů
- Mistrovství světa ve sportovním aerobiku
- Mistrovství světa ve sportovní gymnastice
- Mistrovství světa ve sportovním lezení
- Mistrovství světa ve sportovním rybolovu
- Mistrovství světa ve sportovní střelbě
- Mistrovství světa ve stolním tenise
- Mistrovství světa v šachu
- Mistrovství světa v šermu
- Mistrovství světa v taekwondu
- Mistrovství světa ve veslování
- Mistrovství světa ve vodním pólu
- Mistrovství světa ve vodním slalomu
- Mistrovství světa ve volejbale mužů
- Mistrovství světa ve vzpírání
- Mistrovství světa v zápasu

### Zimní sporty
- Mistrovství světa v alpském lyžování
- Mistrovství světa v akrobatickém lyžování
- Mistrovství světa v biatlonu
- Mistrovství světa v curlingu
- Mistrovství světa v jízdě na saních
- Mistrovství světa v jízdě na skibobech
- Mistrovství světa v klasickém lyžování
- Mistrovství světa v krasobruslení
- Mistrovství světa v ledním hokeji
- Mistrovství světa v ledním hokeji – divize I
- Mistrovství světa v ledním hokeji – divize II
- Mistrovství světa v ledním hokeji – divize III
- Mistrovství světa v ledolezení
- Mistrovství světa v letech na lyžích
- Mistrovství světa v lyžařském orientačním běhu
- Mistrovství světa v MTBO
- Mistrovství světa v rybníkovém hokeji
- Mistrovství světa v rychlobruslení
- Mistrovství světa ve skialpinismu
- Mistrovství světa ve snowboardingu
- Mistrovství světa v Trail - O

## Junioři
- Mistrovství světa juniorů v atletice
- Mistrovství světa juniorů v ledním hokeji
- Mistrovství světa juniorů v ledolezení
- Mistrovství světa juniorů v lyžařském orientačním běhu
- Mistrovství světa juniorů v MTBO
- Mistrovství světa juniorů v orientačním běhu
- Mistrovství světa juniorů ve sportovním lezení

## Akademici
- Akademické mistrovství světa v atletice
- Akademické mistrovství světa v judu
- Akademické mistrovství světa v orientačním běhu
- Akademické mistrovství světa v lyžařském orientačním běhu
- Akademické mistrovství světa v rychlobruslení
- Akademické mistrovství světa ve sportovním lezení
- Akademické mistrovství světa ve sportovní střelbě‎
- Akademické mistrovství světa ve veslování
- Akademické mistrovství světa ve volejbalu

## Do 17 let
- Mistrovství světa ve fotbale hráčů do 17 let

## Do 18 let
- Mistrovství světa v ledním hokeji žen do 18 let

## Do 19 let
- Mistrovství světa v basketbalu hráčů do 19 let
- Mistrovství světa v basketbalu hráček do 19 let

## Do 20 let
- Mistrovství světa ve fotbale hráčů do 20 let

## Do 21 let
- Mistrovství světa v basketbalu hráčů do 21 let

## Veteráni
- Mistrovství světa veteránů v orientačním běhu

## Hendikepovaných
Kromě klasických mistrovství světa existují pro některé sporty také mistrovství světa hendikepovaných.

## Jiné
Mistrovství světa jsou pořádána i v řadě deskových her:
- Mistrovství světa v Abalone
- Mistrovství světa v mezinárodní dámě

Nebo karetních:
- World Series of Poker

Mistrovství světa se však pořádají i v méně tradičních disciplínách:
- Mistrovství světa v orbě
- Mistrovství světa v pomalém kouření dýmky
- Mistrovství světa ve vyjímání ježka z klece
- Mistrovství světa v masturbaci[1]
- Mistrovství světa v prasečím chrochtání[2]

Mistrovství světa probíhají též v disciplínách pro zvířata:
- Mistrovství světa v agility
- Mistrovství světa v dostizích chrtů
- Mistrovství světa v rychlostním lezení hlemýžďů
- Mistrovství světa ve výkonu boxerů
- Mistrovství světa ve výkonu záchranných psů